# Lijst van voetbalinterlands Amerikaanse Maagdeneilanden - Cuba (vrouwen)
Deze lijst van voetbalinterlands is een overzicht van alle officiële voetbalinterlands tussen de nationale vrouwenteams van de Amerikaanse Maagdeneilanden en Cuba. De landen hebben tot nu toe twee keer tegen elkaar gespeeld.

## Wedstrijden
| № | Plaats   | Datum          | Competitie                          | Wedstrijd                          | Uitslag |
| - | -------- | -------------- | ----------------------------------- | ---------------------------------- | ------- |
| 1 | onbekend | 5 oktober 2007 | Olympische Spelen 2008 kwalificatie | Amerikaanse Maagdeneilanden − Cuba | 0 − 14  |
| 2 | Kingston | 4 oktober 2019 | Olympische Spelen 2020 kwalificatie | Amerikaanse Maagdeneilanden − Cuba | 0 − 6   |

## Samenvatting
| Competitie                     | Totaal gespeeld | Winst Amerikaanse Maagdeneilanden | Gelijk | Winst Cuba | Doelsaldo Amerikaanse Maagdeneilanden – Cuba |
| ------------------------------ | --------------- | --------------------------------- | ------ | ---------- | -------------------------------------------- |
| Olympische Spelen kwalificatie | 2               | 0                                 | 0      | 2          | 0 − 20                                       |
| Totaal                         | 2               | 0                                 | 0      | 2          | 0 − 20                                       |

USVI Soccer Federation · A-internationals · Mannenelftal van de Amerikaanse Maagdeneilanden
2002 – 2009 · 2010 – 2019 · 2020 – 2029
Anguilla ·
Antigua en Barbuda ·
Aruba ·
Bahama's ·
Barbados ·
Bermuda ·
Britse Maagdeneilanden ·
Costa Rica ·
Cuba ·
Curaçao ·
Dominica ·
Dominicaanse Republiek ·
Grenada ·
Guatemala ·
Haïti ·
Jamaica ·
Kaaimaneilanden ·
Saint Kitts en Nevis ·
Saint Lucia ·
Saint Vincent en de Grenadines ·
Suriname ·
Trinidad en Tobago ·
Turks- en Caicoseilanden